# جوني موريسون (لاعب كرة قاعدة)
جوني موريسون (بالإنجليزية: Johnny Morrison)‏ هو لاعب كرة قاعدة أمريكي، ولد في 22 أكتوبر 1895 في Pellville, Kentucky ‏ في الولايات المتحدة، وتوفي في 20 مارس 1966 في لويفيل في الولايات المتحدة.

## وصلات خارجية
- جوني موريسون على موقعبيزبول رفرنس.كوم (الدوري الرئيسي) (الإنجليزية)
- جوني موريسون على موقعبيزبول رفرنس.كوم (الدوري الثانوي) (الإنجليزية)